# Chiton (klädesplagg)
Kiton var ett klädesplagg buret i det Antikens Grekland. Plagget bars av både män och kvinnor under en himation. Kitoner förekom i flera olika modeller, som dorisk kiton och jonisk kiton. 
En dorisk kiton var ett rektangulärt tygstycke hopsytt till en tub och sydd eller hopfäst över axlarna, utan ärmar. Den var fäst med ett bälte om midjan. 
En jonisk kiton syddes med betydligt mer och tunnare tyg. Den syddes eller fästes med nålar eller knappar längs sidorna och med band lagda om livet och midjan kallade zoster. Den bildade långa ärmar. Från cirka 500 f.Kr. blev jonisk kiton den vanligaste kvinnodräkten i Aten, och ersatte därmed peplosen. 
En kiton som bars utan tillbehör, som himation, kallades monochiton. En fotsid kiton kallades chiton poderes, och en kiton med släp kallades chiton syrtos eller helkekhitōn (ἑλκεχίτων). 
Kitonen kunde bäras både kort och lång av män. Ursprungligen bars den alltid lång, men från klassisk tid bar män den knäkort utom vid speciella tillfällen, så som för präster och vid religiösa tillfällen, samt för gamla män. Guden Dionysos avbildades dock ofta i lång kiton. Kvinnor bar den däremot alltid lång: gudinnan Artemis och amasonerna avbildades dock i kort kiton. Gudinnan Afrodite avbildades oftast i lång jonisk kiton. 
Kitonen bars av romarna från 200 f.Kr, men de kallade den för tunika. 

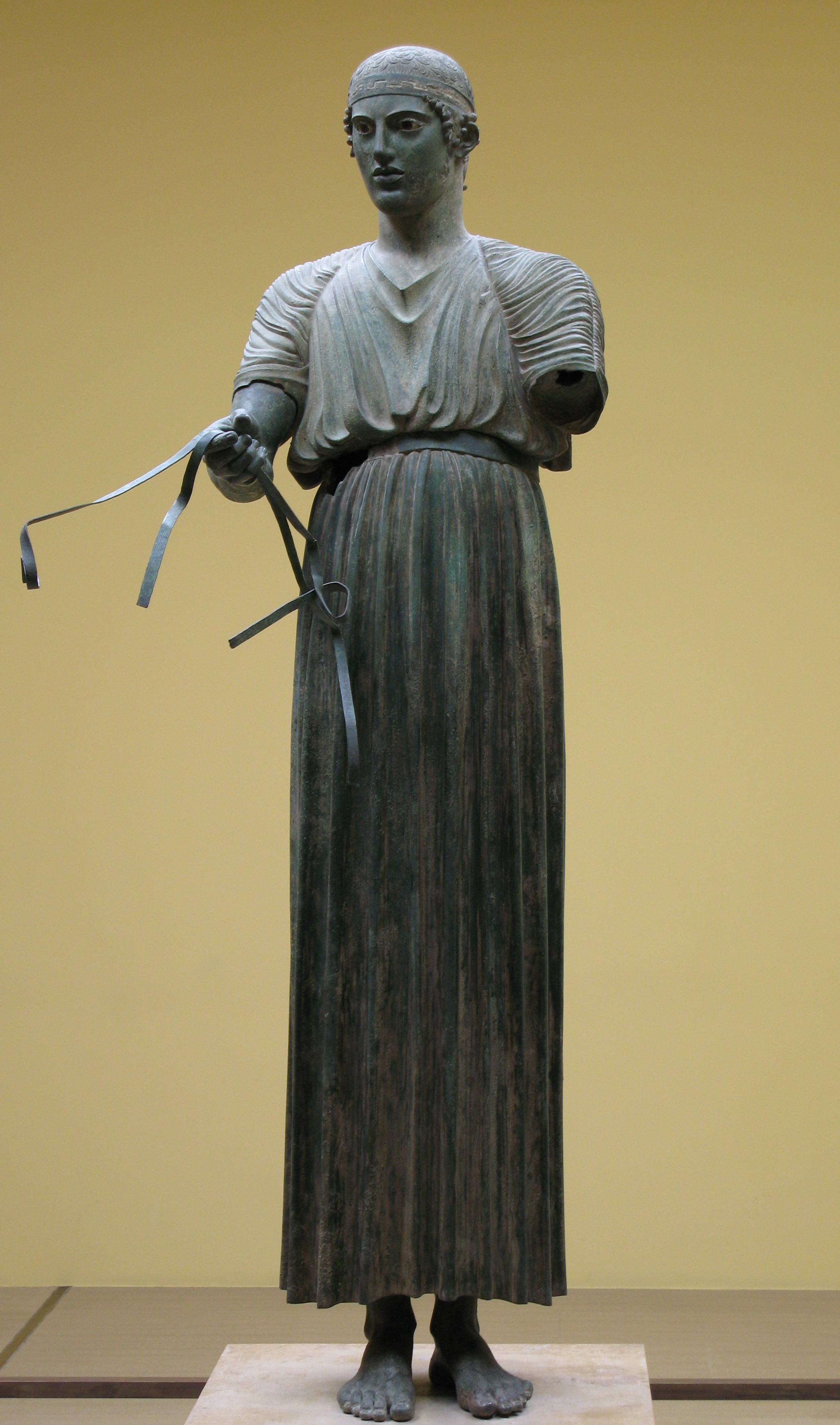
Man i jonisk kiton.
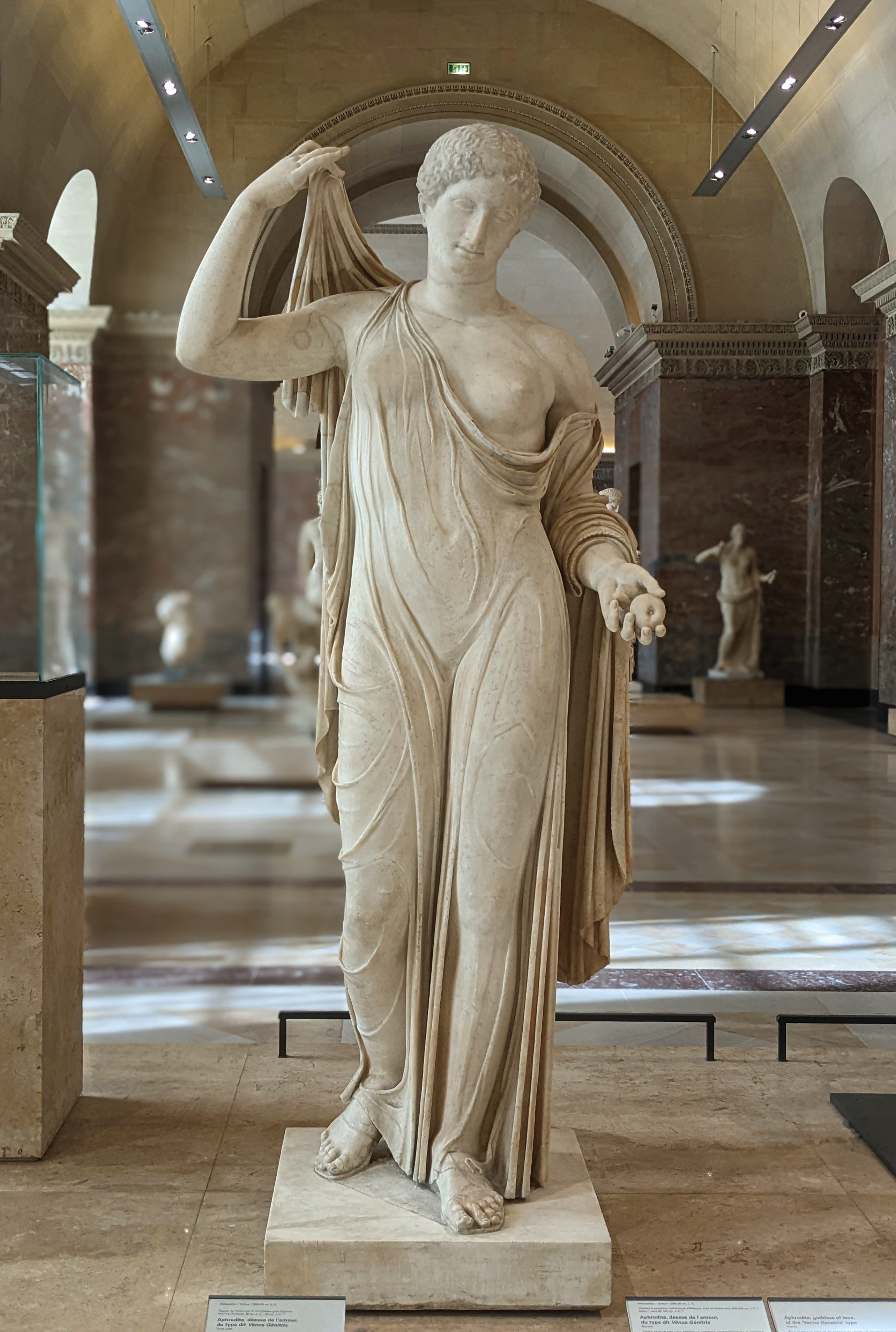
Aphrodite i lång kiton.
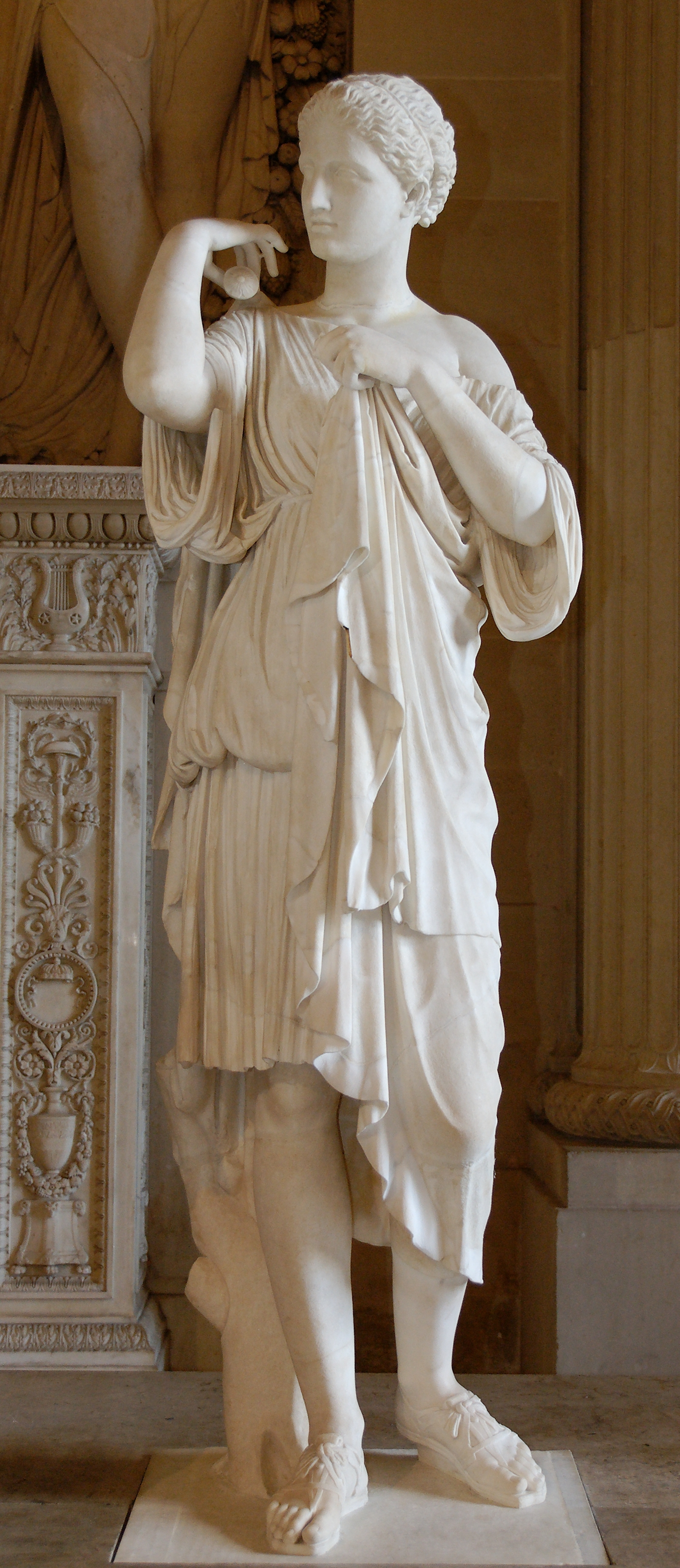
Artemis i kort kiton.